# Das Milliardensouper
Das Milliardensouper ist ein deutsches Stummfilmlustspiel aus dem Jahre 1923 von Viktor Janson mit Ossi Oswalda in der Hauptrolle, gestaltet nach der gleichnamigen Operette von A. M. Willner und Hans Kottow.

## Handlung
Der Multimillionär und selbsternannte „Eisenbahnkönig“ John Brockefeller hat ein gewaltiges Problem: Ihm ist eine Aufforderung zur Steuernachzahlung in Höhe von 26 Millionen US-Dollar ins Haus geflattert. Obendrein wurde ihm ein wichtiger Auftrag vermasselt: der Bau einer neuen Eisenbahnstrecke. Ausgerechnet der junge Archibald Colgate, seines Zeichens Direktor der staatlichen Bergwerke, steckt dahinter. Der ist auch noch der Verlobte von Brockefellers Nichte Gladys, die daheim den Haushalt des Onkels führt. Wenn noch Zeit übrig bleibt, besucht Gladys nebenher juristische Vorlesungen an der Universität. Um dem Onkel zu helfen und dem Staat ein Schnippchen zu schlagen, wendet Gladys ihre frisch erworbenen juristischen Kenntnisse an: Laut US-Gesetz ist kein Bürger dazu verpflichtet, dem Staat gegenüber Zahlungen zu leisten, wenn die Aufforderung dazu nicht persönlich überstellt wurde. Und so rät Gladys Onkel Brockefeller dazu, auf unabsehbare Zeit abzutauchen und nichts entgegenzunehmen.
Es entsteht ein amüsanter Versuch aller beteiligten Parteien, den jeweiligen Gegner auszutricksen. Der Chef der Steuerbehörde, Mr. Pinkerton, weist seinen Mitarbeiter Billy Thompson an, sich an Gladys’ Rockzipfel zu heften, um auf diese Weise Brockefeller habhaft zu werden. Doch der weiß, Dank Gladys’ Hilfe, immer im letzten Moment zu entkommen. Da ergibt sich eine neue Chance im Rahmen eines von Gladys auf die Beine gestellten Wohltätigkeitfestes: Höhepunkt soll die Versteigerung eines Soupers mit Gladys als weiblicher Ehrengast sein. Archibald versucht hier, den Bruch mit seiner Verlobten, die ihm die Schwierigkeiten, in der der Onkel steckt, anlastet, zu kitten. Doch er wird beim Bieten für das Souper ausgerechnet von dem Emissär Pinkertons, dem jungen, schüchternen Billy Thompson überboten. Der bietet sein gesamtes Monatsgehalt nur für ein Glas Sekt mit ihr. Als es ums Ganze, das „Milliardensouper“, geht, hört der Auktionator seine Worte “Ich würde ja gern 100.000 Dollar bieten…” ohne den Nachsatz abzuwarten. Der Versteigerer nimmt zum Entsetzen Billys das Gebot entgegen. Der Visitenkarte Billys glaubt der Auktionator entnehmen zu können, dass Billy der Sohn eines schwerreichen Chicagoer Holzmagnaten sein müsse, was dem Versteigerer zunächst als Legitimation reicht. Billy klärt den Irrtum nicht auf und verbringt mit Gladys einen wunderschönen Abend beim Souper. Rasch findet die junge Frau an dem schüchternen Jüngling Gefallen.
Als plötzlich John Brockefeller dem Raum betritt, ist Billy derart perplex, dass er ihm in einer Art Reflexhandlung die mitgeführte Aufforderung zur Steuerzahlung persönlich überreicht. Nun fällt Gladys aus allen Wolken, da sie nicht wusste, wer dieser Billy Thompson wirklich ist. Nachdem der erste Ärger verraucht ist, kann Brockefeller seinen Respekt gegenüber dem smarten jungen Mann und Souper-Ersteigerer nicht verhehlen. Er wird nun zähneknirschend bereit sein, die Steuerschuld zu begleichen und seinen Frieden mit dem Staat schließen. Auch zwischen Gladys und Thompson wird wieder alles gut, und es gelingt John Brockefeller sogar, den jungen Mann abzuwerben und ihn als seinen Experten für zukünftige Steuerangelegenheiten einzustellen.

## Produktionsnotizen
Das Milliardensouper entstand im Frühjahr 1923 und passierte die Filmzensur am 27. Juni 1923. Der Fünfakter besaß eine Länge von 2132 Metern und wurde im September 1923 im UFA-Theater Kurfürstendamm uraufgeführt.
Gustav von Koczian-Miskolczy war Herstellungsleiter. Die Filmbauten gestaltete Jacques Rotmil, Heinrich Lisson übernahm die Aufnahmeleitung.

## Kritiken
Der Tag meinte: „Der unterhaltende, abwechslungsreiche Film ist auch wegen seiner blendenden Ausstattung sehenswert.“
Paimann’s Filmlisten resümierte: „Ossi Oswalda ist darstellerisch wieder recht gut, auch das übrige Ensemble. Das Sujet unterhält, läßt aber die sonst bei Ossi-Oswalda-Filmen übliche übersprudelnde Heiterkeit vermissen. Die Aufmachung ist sorgfältig, die Photos saubere Arbeit.“